# NK Vrapče
NK Vrapče – chorwacki klub piłkarski z siedzibą w Zagrzebiu. Został założony w 1938 roku.
W sezonie 1992 zwyciężył w rozgrywkach 3. HNL Sjever. W sezonie 1996/1996 zajął 12. miejsce w drugiej lidze i został relegowany.